# The Loveless
The Loveless is een Amerikaanse dramafilm uit 1981 en was het regiedebuut van Kathryn Bigelow en Monty Montgomery. De film ging op 7 augustus 1981 in première op het Internationaal filmfestival van Locarno.

## Plot
Het is ongeveer 1959/1960 in het zuiden van de Verenigde Staten. Een groep van zes motorrijders is op weg naar Daytona Beach om naar de races te kijken. Ze hebben afgesproken om samen te komen bij een vooraf afgesproken stop langs Highway 17, zodat ze samen verder kunnen rijden. Die stop - een stad waar niemand bewust zou willen wonen - zou alleen als een truckstop kunnen worden aangezien, een figuurlijke stip langs de weg. Hun verblijf wordt verlengd naar schatting een dag, omdat een van hen, Hurley, noodzakelijke reparaties aan zijn motor moet uitvoeren, een vertraging die niet goed valt bij veel van de andere vijf, die de verveling van de stad moeten verdragen. Terwijl sommige stadsbewoners die ze tegenkomen hen zien als een injectie van opwinding in wat anders een spreekwoordelijke uithoek is, beschouwen de meesten hen als niet beter dan dieren en willen helemaal niet met hen omgaan. Een van de stadsbewoners, de tiener Telena, krijgt een relatie met een van de motorrijders, Vance. Ze is al gewend aan een ander soort gevaar, omdat ze de dochter is van een gewelddadige vader, de rijke weduwnaar Tarver, die in zekere zin de stad regeert door de olietoevoer naar het plaatselijke tankstation te regelen.